# 李禕 (武術運動員)
李禕（1992年1月—），澳门武术运动员，曾代表澳门參加2017年夏季世界大学生运动会，並為澳門在該賽事上获得歷史上首两枚金牌。也曾参加三届亚洲运动会，獲得一金兩銀，其中在2022年杭州亞運會女子長拳項目上獲得金牌。成為澳門首位亞運會女子金牌得主。

## 榮譽
- 澳門特區政府嘉獎
  - 銀蓮花榮譽勳章 (2023)[9]
  - 體育功績勳章 (2018)
  - 功績獎狀 (2012、2014)
- 澳門傑出運動員選舉
  - 「澳門傑出運動員」(2015、2017-共2次當選)